# 范振水
范振水（？年—？年），中华人民共和国政治人物、外交官。
2002年，担任中华人民共和国驻加蓬大使。2005年，接替崔永担任中华人民共和国驻刚果民主共和国大使。2007年，由吴泽献接任。